# Davide Campari

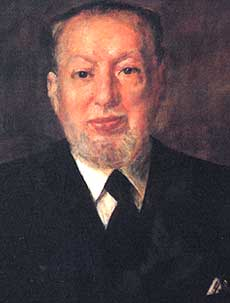
Davide Campari

Davide Campari (* 14. November 1867 in Mailand; † 7. Dezember 1936 in Sanremo, Italien) war ein italienischer Unternehmer. Er machte aus der von seinem Vater Gaspare Campari übernommenen Spirituosenhandlung ein Industrieunternehmen, die später nach ihm benannte Davide Campari, Milano, S.p.A. (heutige Firma, auch „Campari-Gruppe“), und verhalf dem gleichnamigen Bitterlikör Campari zu internationaler Bekanntheit.
Davide Campari war das vierte von fünf Kindern von Gaspare Campari und seiner zweiten Ehefrau Letizia Galli, seine Geschwister heißen Giuseppe, Antonietta, Eva und Guido. Gaspare Campari hatte 1860 in Novara ein Geschäft eröffnet, in dem er Liköre und andere Spirituosen aus eigener Herstellung verkaufte, und sich später in Mailand niedergelassen, wo er unter anderem das Caffè Campari an der Ecke des 1867 eröffneten Einkaufszentrums Viktor-Emanuel-Galerie betrieb. Dort gibt es noch heute die Bar Camparino. Während Davides ältester Bruder Giuseppe Schriftsteller wurde, traten er selbst und sein jüngerer Bruder Guido in die Firma ein und halfen ihrem Vater bei der Herstellung verschiedener Liköre und Spirituosen, darunter dem ursprünglich als Bitter all’uso d’Olanda („Bitter nach holländischer Art“) bezeichneten Likör Campari, der bald nur noch als „Bitter Campari“ bekannt war.
Nach dem Tod ihres Vaters 1882 führten Davide und Guido das Geschäft zunächst unter der Firma Gaspare Campari. Fratelli Campari successori („Gaspare Campari. Gebrüder Campari Nachfolger“) fort. Später überließ Davide seinem Bruder das Ladengeschäft im Zentrum von Mailand und konzentrierte sich auf die Entwicklung und Herstellung von Spirituosen. Er bezog ein Labor in der Via Galilei und begann dort 1892 mit der Produktion eines Cordial. 1888 ließ er die Marke Campari rechtlich schützen. Bald verkleinerte er sein Sortiment und beschränkte sich auf die Produktion des Bitterlikörs Campari sowie des Campari Cordial, der heute nicht mehr hergestellt wird. Zu diesem Zweck eröffnete er 1904 eine moderne Fabrik in dem aufstrebenden Örtchen Sesto San Giovanni, welche die bisherigen Produktionsstätten ersetzte. Sie diente noch bis 2005 als Produktionsstandort. Damit war der Schritt vom kleinen Ladengeschäft, in dem verschiedene Liköre handwerklich hergestellt wurden, zu industrieller Produktion in großem Stil vollzogen. Gleichzeitig wurde der Vertrieb der Produkte in ganz Italien und später im Ausland ausgebaut. 1906 war Davide Campari Preisrichter auf der Weltausstellung 1906 in Mailand, wo auch die Produkte des Unternehmens präsentiert wurden. 1909, als die Firma in Davide Campari e C. umbenannt wurde, verfügte sie bereits über Eigenkapital in Höhe von 800.000 Lire und hatte insgesamt 50 Mitarbeiter. 1916 waren allein in der Produktion 30 Arbeiter beschäftigt; die Zahl stieg auf 50 im Jahr 1919, als Campari die Unternehmensbereiche Produktion und Vertrieb voneinander trennte. Die Gründung der Società Anonima Esercizi Campari, einer besonderen Form der Aktiengesellschaft, erlaubte ab 1923 die Finanzierung der weiteren Expansion des Unternehmens. 1932, als die Fertigmischung aus Campari und Sodawasser als Campari Soda (heute Camparisoda) auf den Markt kam, besaß Campari bereits Niederlassungen in ganz Italien sowie im Ausland, darunter eine Filiale in Buenos Aires.
Unter der Leitung von Davide Campari setzte das Familienunternehmen in den 1920er und 1930er Jahren auch im Marketing Maßstäbe. Künstler wie Dudovich, Villa, Cappiello, Munari, Negrin und Nizzoli wurden für Werbekampagnen verpflichtet und ihre Plakate vielfach ausgestellt. Der Künstler Fortunato Depero, ein Vertreter des italienischen Futurismus, entwarf die schlichte Flasche für Campari Soda.